# ディズニーシー・エレクトリックレールウェイ
- 東京ディズニーシー
  - アメリカンウォーターフロント > ディズニーシー・エレクトリックレールウェイ
  - ポートディスカバリー > ディズニーシー・エレクトリックレールウェイ
  - 東京ディズニーシーのアトラクションの一覧 > ディズニーシー・エレクトリックレールウェイ

ディズニーシー・エレクトリックレールウェイ（DisneySea Electric Railway 略称:ER）は、東京ディズニーシーにある電車タイプのアトラクション。

## 概要
| ディズニーシー・エレクトリックレールウェイ DisneySea Electric Railway | ディズニーシー・エレクトリックレールウェイ DisneySea Electric Railway | ディズニーシー・エレクトリックレールウェイ DisneySea Electric Railway | ディズニーシー・エレクトリックレールウェイ DisneySea Electric Railway |
| --------------------------------------------------------------------- | --------------------------------------------------------------------- | --------------------------------------------------------------------- | --------------------------------------------------------------------- |
| オープン日                                                            | オープン日                                                            | 2001年9月4日 (東京ディズニーシーと同時にオープン)                     | 2001年9月4日 (東京ディズニーシーと同時にオープン)                     |
| スポンサー                                                            | スポンサー                                                            | タカラトミー                                                          | タカラトミー                                                          |
| 所要時間                                                              | 所要時間                                                              | 約2分30秒                                                             | 約2分30秒                                                             |
| 定員                                                                  | 定員                                                                  | 42名/1編成(2輌)                                                       | 42名/1編成(2輌)                                                       |
| 利用制限                                                              |                                                                       | なし                                                                  | なし                                                                  |
| ファストパス                                                          | ファストパス                                                          |                                                                       | 対象外                                                                |
| シングルライダー                                                      | シングルライダー                                                      |                                                                       | 対象外                                                                |

このアトラクションはアメリカンウォーターフロントとポートディスカバリーを結ぶ高架鉄道のアトラクション兼、パーク内での移動手段の一つである。ノスタルジックな2両編成の赤い車両が運行されている。
線路は複線だが、駅構内では単線となっているため、運行車両数が多い場合や、車両同士の間隔が短い場合には、駅構内に車両が停まっているにもかかわらず次の車両が来るときがある。その時は駅の直前の複線から単線になる部分で一時停止し、駅から出発する車両とすれ違う。
東京ディズニーランドの建設時には地方鉄道法が施行中であり、乗客を乗せ二点間を結ぶ、つまり移動手段として利用できる鉄道路線は、たとえ私有地内であっても運賃やダイヤグラムの設定などを定めなければならなかった。こういった制限を回避するため、東京ディズニーランドのウエスタンリバー鉄道は一駅のみの環状線となっている。この地方鉄道法は、1987年4月1日に廃止され、替わって施行された鉄道事業法ではこの規制が緩和されたため、東京ディズニーシー建設時には移動手段として利用できる鉄道路線の敷設が可能となった。
東京ディズニーシーのオープン時からこのアトラクションのスポンサーとなっていたトミーが2006年9月3日をもってスポンサーから撤退したが、2007年4月1日よりタカラトミーとして再度スポンサーになった。

## 駅

### アメリカンウォーターフロント駅
単式1面1線の高架駅。駅は、ウォーターフロントパークと、「マクダックス・デパートメントストア」の間に位置する。入り口は「マクダックス・デパートメントストア」側で1階にある。建物は赤レンガづくりとなっており、20世紀初頭のニューヨークの世界観を醸し出している。駅の奥に車庫がある。

### ポートディスカバリー駅
単式1面1線の高架駅。「ディスカバリーギフト」の前にあり、駅舎の1階部分は「ホライズンベイ・レストラン」というレストランになっている。入り口は2階部分にあり、フードワゴン「ブリーズウェイ・バイツ」の前にある。乗り場の待ち列の両端の壁には、ポートディスカバリーをイメージしたような絵が描かれているが、ここにはたくさんの隠れミッキーがあり、それを探すのもゲストの楽しみの一つとなっている。

## 車両
赤を基調とし、屋根と裾は青という、2色に塗られた車体はノスタルジックな雰囲気を醸し出している。前面と乗降用の扉には"Electric Railway（エレクトリックレールウェイ）"の略である「ER」という文字が書かれたロゴがある。車両は日本車輌製で、2両編成の電車が4本（車両番号は5591+1111、1022+2842、1783+5593、0214+4824）用意されており、基本的にはそのうちの1本がアメリカンウォーターフロント駅先の車庫で、予備編成として待機する。閑散期には2本運営になることもある。
列車の発車は車内の運転台ではなく、駅のプラットホーム中央の操作盤にある緑色の発車ボタンで行われる。運転台の上の屋根には小さな鐘が設置され、乗務するキャストが発車時に紐を引いて2回鳴らす。前照灯は運転台下中央に1個。その両脇にカンテラ型の標識灯があり、往年の路面電車のような顔つきである（バックグラウンドストーリーでは、元は路面電車であったが、ニューヨーク市内の道路を走る自動車が増えたため、高架鉄道となったとされる）。1両につき乗降用扉は両側に前後2箇所ずつあり、乗客の乗車は連結面側扉、降車は運転台側扉と開業時から定義されている。
当初より車内に暖房装置が設置されているが、冷房装置は備わっていなかったため、夏場は窓を半分開けて運行していた。2015年頃に冷房装置が追加設置された。
東京ディズニーシー5周年期間中は、全ての乗降用扉の窓下に5周年ロゴのカラーフィルムが貼られていた。また、クリスマスシーズンには前照灯部分にリースが取り付けられた。

## 路線データ
- 路線距離（営業キロ）：全長 0.48km
- 軌間：762mm（特殊狭軌）
- 駅数：2駅
- 複線区間：全線（駅構内を除く）
- 電化区間：全線（第三軌条方式）
- 閉塞方式：車内信号方式
- 最高速度：15km/h
- 駆動方式：ローラーチェーン駆動
- 保安設備：CS-ATCを用いたATO
- 運行形態：ワンマン運転